# Spiral - Giochi di potere
Spiral - Giochi di potere (in russo Спираль?) è un film d'azione russo del 2014 diretto da Andrey Volgin.

## Trama
Alexey, un programmatore informatico disoccupato di Novosibirsk, si trasferisce a Mosca e diventa membro di un particolare club d'élite privato chiamato Spiral, un gruppo di giovani che pratica giochi e sport estremi in giro per la città, con in palio dei premi in denaro ai vincitori. Alexey, sorprende tutti gli altri partecipanti e inizia a vincere le varie prove e gare, guadagnando molto e innamorandosi di una giovane ragazza che segue le gare. Ma un giorno si mette nei guai, venendo accusato di aver rapinato una banca, e tutta la sua vita viene messa in discussione.